# Bodtjärnarna (Sidensjö socken, Ångermanland, 702174-160364)
Bodtjärnarna är en sjö i Örnsköldsviks kommun i Ångermanland och ingår i Ångermanälvens huvudavrinningsområde. Sjöns area är 0,014 kvadratkilometer och den är belägen 321 meter över havet.